# チェ・ボムギュ
チェ・ボムギュ（韓: 최범규、英: Choi Beom-Gyu、2001年3月13日 - ）は、韓国の歌手であり、5人組男性アイドルグループ「TOMORROW X TOGETHER」のメンバーである。大韓民国大邱広域市出身。血液型はAB型。BIGHIT MUSIC所属。

## 略歴

### デビュー前
2001年3月13日、大韓民国大邱広域市に両親と1人の兄の元に生まれる。幼少期から音楽に興味を示しており、ギターを演奏するようになる。学生時代には、友人と小さなロックバンドを組んでいたこともある。
2015年、現在の所属事務所であるBig Hit Entertainmentの社員からスカウトを受け、オーディションのためにソウルに来ないかと尋ねられた。しかしボムギュは当時、試験期間中のため、オファーを断った。しかし、その社員は再びボムギュの元へ戻り、ボムギュのためにオーディションを実施すると提案した。翌日のオーディションに参加し、ギター演奏のみで合格した異例のアイドルである。

### TOMORROW X TOGETHERとして

#### 2019年
約2年の練習生期間を経て、2019年1月10日にTOMORROW X TOGETHERの結成が正式に発表された。1月21日に個人イントロダクションフィルムがYouTubeで公開され、グループで5番目に公開されたメンバーとなった。3月4日、『THE DREAM CHAPTER: STAR』をリリースし、正式にデビューした。

#### 2020年
5月18日、2ndミニアルバム『THE DREAM CHAPTER : ETERNITY』がリリースされ、収録曲「Maze in the Mirror」の共同プロデューサーとして名を連ね、メンバー全員が同曲で作詞・作曲に参加した。

#### 2022年
5月9日、4thミニアルバム『minisode 2：Thursday's Child』がリリースされ、収録曲「Thursday's Child Has Far To Go」のプロデュースに参加した。

### ソロデビュー
2025年3月27日、初のソロミックステープ『BEOMGYU's Mixtape: Panic』をリリース。

## 作品

### ミックステープ
- BEOMGYU's Mixtape: Panic（2025年3月27日）[14]

### 作詞・作曲・プロデュース
- 太字はプロデュース曲。

| 発表年 | タイトル                       | 収録作品                           |
| ------ | ------------------------------ | ---------------------------------- |
| 2020年 | Maze in the Mirror             | THE DREAM CHAPTER: ETERNITY        |
| 2021年 | Anti Romantic                  | The Chaos Chapter: FREEZE          |
| 2021年 | No Rules                       | The Chaos Chapter: FREEZE          |
| 2021年 | MOA Diary (Dubaddu Wari Wari)  | The Chaos Chapter: FIGHT OR ESCAPE |
| 2022年 | Thursday's Child Has Far To Go | minisode 2: Thursday's Child       |
| 2023年 | Happy Fools(feat. Coi Leray)   | The Name Chapter: TEMPTATION       |
| 2023年 | Dreamer                        | The Name Chapter: FREEFALL         |
| 2023年 | Blue Spring                    | The Name Chapter: FREEFALL         |
| 2024年 | Danger                         | The Star Chapter: SANCTUARY        |
| 2024年 | Resist(Not Gonna Run Away)     | The Star Chapter: SANCTUARY        |